# ITF Women's $25,000 tennis Tournament Muzaffarnagar 2011
L'ITF Women's $25,000 tennis Tournament Muzaffarnagar 2011 è stato un torneo di tennis facente parte della categoria ITF Women's Circuit nell'ambito dell'ITF Women's Circuit 2011. Il torneo si è giocato a Muzaffarnagar in India dal 17 al 23 gennaio 2011 e aveva un montepremi di $25 000.

## Vincitori

### Singolare
Tadeja Majerič ha battuto in finale  Zheng Saisai con il punteggio di 6–2 5–7 6–2

### Doppio
Rushmi Chakravarthi/  Poojashree Venkatesha hanno battuto in finale  Miki Miamura /  Mari Tanaka con il punteggio di 3–6 6–4 [14-12]